# 호키 (연호)
호키(일본어: 宝亀)는 일본의 연호 중 하나이다.
- 전후 : 진고케이운(神護景雲) 이후 - 덴오(天応) 이전.
- 시기 : 770년 ~ 780년
- 천황 : 고닌 천황

## 개원
- 진고케이운 4년 10월 1일(율리우스력 770년 10월 23일) 상서로운 거북이(瑞亀)를 헌상받아 개원하여
- 호키 12년 1월 1일(율리우스력 781년 1월 30일) 덴오로 개원된다.

## 유래
- 고닌 천황의 즉위 때 히고노쿠니에서 잇달아 하얀 거북이가 헌상되어, 경사스러운 일이라 여기어 『이아(爾雅)』 석어(釋魚)편의 「四曰宝亀」이라는 구절에서 따 개원하였다.

## 호키 시기에 일어난 일
- 11년
  - 호키의 난이 일어난다.

## 서력과의 대조표
| 호키        | 원년       | 2년        | 3년        | 4년        | 5년        | 6년        | 7년        | 8년        | 9년        | 10년       |
| ----------- | ---------- | ---------- | ---------- | ---------- | ---------- | ---------- | ---------- | ---------- | ---------- | ---------- |
| 서기 (西紀) | 770년      | 771년      | 772년      | 773년      | 774년      | 775년      | 776년      | 777년      | 778년      | 779년      |
| 간지 (干支) | 경술(庚戌) | 신해(辛亥) | 임자(壬子) | 계축(癸丑) | 갑인(甲寅) | 을묘(乙卯) | 병진(丙辰) | 정사(丁巳) | 무오(戊午) | 기미(己未) |
| 호키        | 11년       | 12년       |            |            |            |            |            |            |            |            |
| 서기 (西紀) | 780년      | 781년      |            |            |            |            |            |            |            |            |
| 간지 (干支) | 경신(庚申) | 신유(辛酉) |            |            |            |            |            |            |            |            |

## 같이 보기
- 일본의 연호 일람

| 이전 진고케이운 | 일본의 연호 770년 ~ 780년 | 다음 덴오 |